# Shorea bullata
Espèce
Statut de conservation UICN

 VU A2cd : Vulnérable
Shorea bullata est une espèce de plantes du genre Shorea de la famille des Dipterocarpaceae.